# 福島県道309号岡部渡利線
福島県道309号岡部渡利線（ふくしまけんどう309ごう おかべわたりせん）は、福島県福島市を通る一般県道である。

## 概要
- 起点 : 福島市岡部字岡部
- 終点 : 福島市渡利（弁天山交差点 = 国道4号交点）
- 総延長 : 5.384km[1]
  - 実延長：5.325km
- 路線認定年月日：1959年8月31日[2]

市内岡部の国道115号文知摺橋東詰の交差点を起点とし、阿武隈川東岸に沿い南下して市内渡利の国道4号福島南バイパス渡利弁天山交差点に至る。起点から国道114号渡利バイパス渡利大橋南詰の交差点までは歩道が整備されセンターラインのある片側1車線の幹線道路であり、沿線にはあぶくま親水公園やヘルシーランド福島・あぶくまクリーンセンターといった施設がある。春季は花見山公園のマイカー駐車場としてあぶくま親水公園が利用されることから花見客による混雑が激しい。渡利大橋から福島県道308号山口渡利線松齢橋南詰の交差点までは渡利市街地を抜ける歩道もセンターラインもない狭隘路線となっている。松齢橋から終点にかけては片側1車線が確保されているが、国道4号福島南バイパス大仏橋南詰のガードが豪雨の際の冠水危険箇所に福島県によって指定されている。この区間はかつて松齢橋の前身となる「信夫の渡し」という渡し船を介し、福島城下と富岡街道（現在の渡利弁天山交差点で接する旧国道114号）を結ぶ重要な塩の道であり、1973年4月17日の国道4号福島南バイパスの国道指定まで国道114号に指定されていた。

### 道路施設
渡利くるみ橋
- 全長：13.3m
- 幅員：6.0(16.0)m
- 形式：PC単純プレテン床版桁橋
- 竣工：2000年度

渡利字岩根町から字川岸町に跨り、一級水系阿武隈川水系くるみ川の最下流部を渡る。橋上は上下対向2車線で供用され、上下線両側に幅員3.5mの歩道が設置されている。周辺は住宅地であり、騒音防止のために自動車の通行音を抑えられるカットオフジョイントを伸縮継手に採用している。また、桁高を抑えるためにホロースラブ桁が用いられている。渡利工区整備に伴う拡幅、線形改良により建設された。総工費は1億1700万円。

## 通過する自治体
- 福島県
  - 福島市

## 接続・交差する道路
- 国道115号中村街道・福島県道4号福島保原線旧道（旧保原街道）（岡部字岡部 起点）
- 国道114号渡利バイパス（渡利字川岸町）
- 福島県道308号山口渡利線（渡利字舟場）
- 国道4号福島南バイパス・旧国道114号（富岡街道）（渡利字岩下 終点）

## 沿線
- 福島市小鳥の森
- あぶくま親水公園
- あぶくまクリーンセンター・ヘルシーランド福島
- 福島市斎場
- 福島市立渡利小学校